# Listă de orașe din statul Massachusetts
Actuala pagină este o listă de orașe din statul  Massachusetts,  Statele Unite ale Americii.

## A
- Agawam
- Amherst
- Andover
- Attleboro

## B
- Barnstable
- Beulah
- Beverly
- Boston
- Brockton

## C
- Cambridge
- Chelsea
- Chicopee
- Concord

## E
- Eastbridge
- Easthampton
- Everett

## F
- Fall River
- Fitchburg
- Framingham
- Franklin
- East Longmeadow

## G
- Gardner
- Gloucester

## H
- Halifax
- Haverhill
- Hingham
- Holyoke

## L
- Lawrence
- Lenox
- Leominster
- Lexington
- Lowell
- Lynn

## M
- Malden
- Marlborough
- Medford
- Melrose
- Methuen
- Milton

## N
- New Bedford
- Newburyport
- Newton
- North Adams
- Northampton
- North Andover

## P
- Peabody
- Pittsfield

## Q
- Quincy

## R
- Revere

## S
- Salem
- Somerville
- Springfield

## T
- Taunton

## W
- Waltham
- Watertown
- Westbridge
- Westfield
- Woburn
- Worcester